# Politico
Politico, eerder bekend als The Politico, is een toonaangevende Amerikaanse journalistieke onderneming, gevestigd in Arlington County (Virginia), die verslag doet van politiek en beleid in de Verenigde Staten (VS) en op het internationale speelveld. De oplage van het gedrukte nieuwsblad Politico kwam in 2007 van de grond en anno 2025 verspreidt de onderneming haar content door middel van haar website, televisie, gedrukte nieuwsbladen, radio en podcasts.

## Bereik
Sinds 2007 heeft Politico zich ontwikkeld tot een van de belangrijkste media in het Washingtonse politieke domein. Ook in de Europese Unie wordt de informatie hoog gewaardeerd en krijgt Politico informatie uit eerste hand. Een citaat: Om zo veel mogelijk aandacht te krijgen, wordt de brief eerder [dan aan EU-buitenlandchef Kaja Kallas] al gegeven aan de Engelstalige website Politico, die door iedereen in de Brusselse bubbel gelezen wordt.
In 2012 bleek uit onderzoek van media-analysebureau comScore dat het lezerspubliek van Politico in de VS uit hetzelfde percentage Democraten en Republikeinen bestond (29%).
De gedrukte oplage in de VS bedroeg in 2017 circa 32.000 exemplaren. Tijdens de zittingsperiode van het Congres verschijnt Politico vijf maal per week, buiten die tijd een keer per week. Kern van de publicaties vormen enerzijds lange, gepersonaliseerde achtergrondstukken, anderzijds volgt het magazine in een blog in detail alle gebeurtenissen en dagroutines in het Witte Huis.

## Bedrijfsvoering
Politico heeft in de VS in totaal 350 medewerkers. De hoofdredacteur van Politico is John F. Harris. Veel van de journalisten zijn afkomstig uit de omgeving van de Washington Post. Er bestaan ook regionale uitgaven voor New York, New Jersey en Florida.
Sinds april 2015 verschijnt in een joint venture met de uitgeverij Axel Springer SE de Europese editie Politico Europe. In augustus 2021 kondigde Axel Springer SE de overname aan van Politico. In oktober 2021 werd de transactie afgerond. Axel Springer nam ook het 50% belang over van de partner in Politico Europe.